# Meitschibei

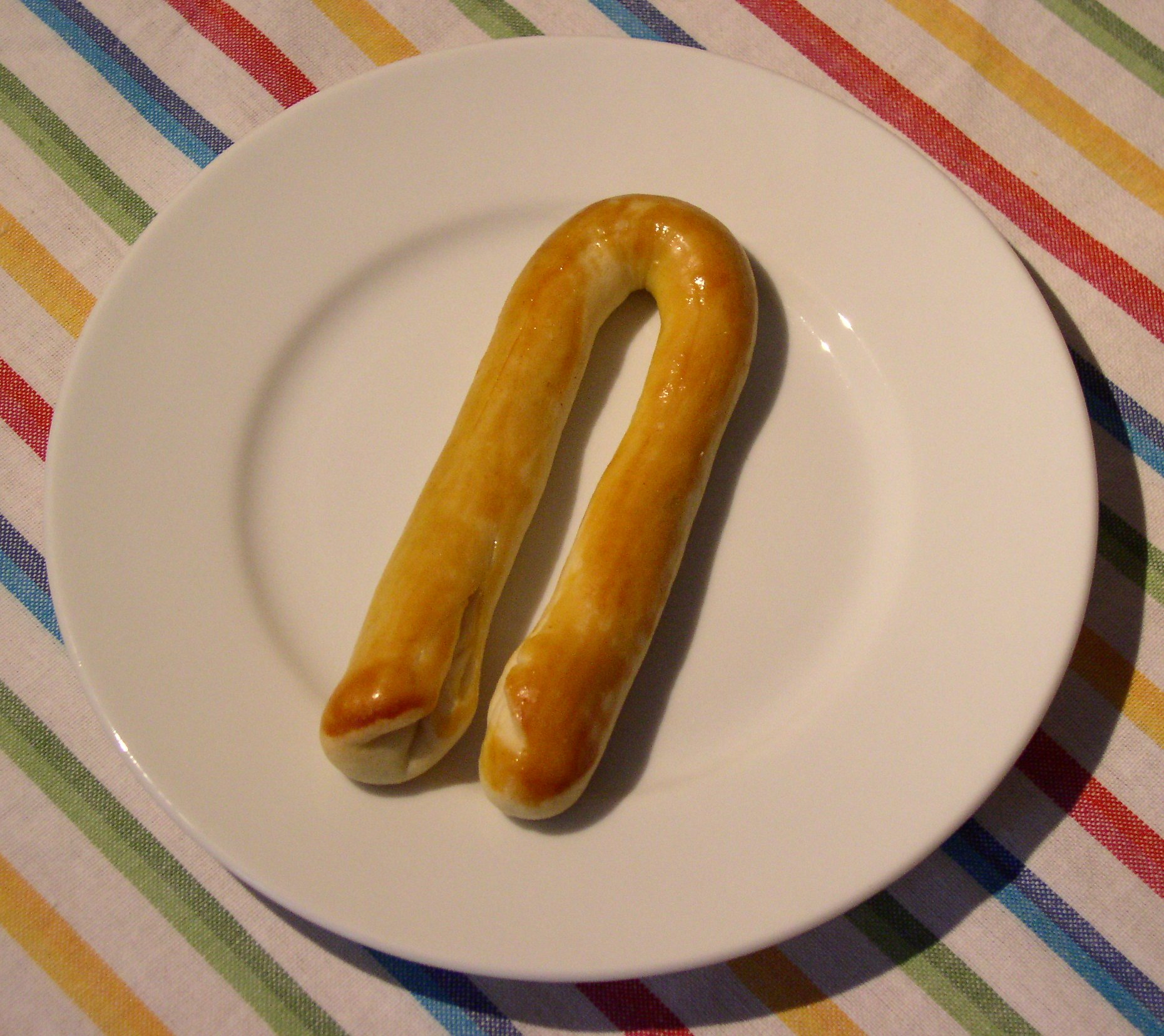
Meitschibei

Meitschibei (berndeutsch für „Mädchenbeine“), in der Westschweiz auch bekannt als croissant viennois,  ist ein Schweizer Nussgebäck.
Es wird aus einem geriebenen, mit Hefe gelockerten Teig und einer Haselnussfüllung hergestellt. Auf die ausgewallten Teigstücke wird die Füllung aufgetragen und der Teig gerollt, die Rolle wird dann zu einem Hufeisen gebogen. Diese Form gibt dem Gebäck seinen Namen. Das Gebäck wird vor dem Backen mit Ei abgestrichen und ca. 15 Minuten bei 190–200 °C gebacken.
Wegen der gendergerechten Sprache wird das Gebäck vereinzelt auch unter dem Namen «Glücksbringer» angeboten.